# تاکتیک‌های پیاده‌نظام
تاکتیک‌های پیاده‌نظام (انگلیسی: Infantry tactics) ترکیبی از مفاهیم و روش‌های نظامی هستند که توسط نیروهای پیاده‌نظام برای دستیابی به اهداف تاکتیکی در طول نبرد استفاده می‌شوند. نقش پیاده‌نظام در میدان نبرد، معمولاً نزدیک شدن و درگیر شدن با دشمن و حفظ اهداف سرزمینی است، که در این مسیر، تاکتیک‌های پیاده‌نظام وسیله‌ای برای دستیابی به این اهداف هستند. پیاده‌نظام معمولاً بزرگ‌ترین بخش از قدرت رزمی یک ارتش را تشکیل می‌دهد و در نتیجه اغلب متحمل سنگین‌ترین تلفات می‌شود. در طول تاریخ، پیاده‌نظامان تلاش کرده‌اند تا از طریق تاکتیک‌های مؤثر، تلفات خود را در حمله و دفاع به حداقل برسانند.
تاکتیک‌های پیاده‌نظام قدیمی‌ترین روش جنگ هستند و تمام دوران را در بر می‌گیرند. در دوره‌های مختلف، فناوری غالب روز تأثیر مهمی بر تاکتیک‌های پیاده‌نظام داشته است. در جهت مخالف، روش‌های تاکتیکی می‌توانند توسعه فناوری‌های خاص را تشویق کنند. به‌طور مشابه، با تکامل سلاح‌ها و تاکتیک‌ها، آرایش‌های تاکتیکی مورد استفاده، مانند فالانژ یونانی، ترسیو اسپانیایی، ستون ناپلئونی یا «خط قرمز باریک» بریتانیایی نیز تکامل می‌یابند. در دوره‌های مختلف، تعداد نیروهای مستقر در یک واحد نیز می‌تواند از هزاران نفر تا چند ده نفر، متفاوت باشد.
تاکتیک‌های پیاده‌نظام مدرن با توجه به نوع پیاده‌نظام مستقر، متفاوت است. پیاده‌نظام زرهی و مکانیزه توسط وسایل نقلیه جابجا و پشتیبانی می‌شوند، در حالی که برخی دیگر ممکن است به صورت آبی-خاکی از کشتی‌ها یا به عنوان نیروهای هوابرد توسط هلیکوپتر، چترباز یا گلایدر وارد عمل شوند، در حالی که پیاده‌نظام سبک ممکن است عمدتاً بصورت پیاده عمل کند. در سال‌های اخیر، عملیات حفظ صلح در حمایت از تلاش‌های امدادی بشردوستانه اهمیت ویژه‌ای پیدا کرده است. تاکتیک‌های پیاده‌نظام همچنین با توجه به زمین متفاوت هستند. تاکتیک‌ها در جنگ شهری، جنگ جنگل، جنگ کوهستانی، جنگ بیابانی یا جنگ در هوای سرد، همگی به‌طور قابل توجهی متفاوت هستند.